# Метастаз
Метаста́з (від грец. μετάστασις положення обабіч) — відокремлене вторинне вогнище патологічного процесу, що виникає внаслідок переміщення (пухлинних клітин, мікроорганізмів) з первинного вогнища хвороби в інше розташування в організмі. Переміщення може відбуватися через кровоносні (гематогенні метастази) або лімфатичні судини (лімфогенні метастази), або всередині порожнин тіла (імплатаційні метастази — наприклад, у черевній або грудній порожнині). Процес утворення метастазів називається метастазуванням. Розглядається як варіант ускладнення або як варіант прогресування раку.
Здебільшого це поняття застосовується до злоякісних новоутворень, однак може зрідка використовуватися й для інших процесів, наприклад гнійного запалення при сепсисі.

## Метастазування

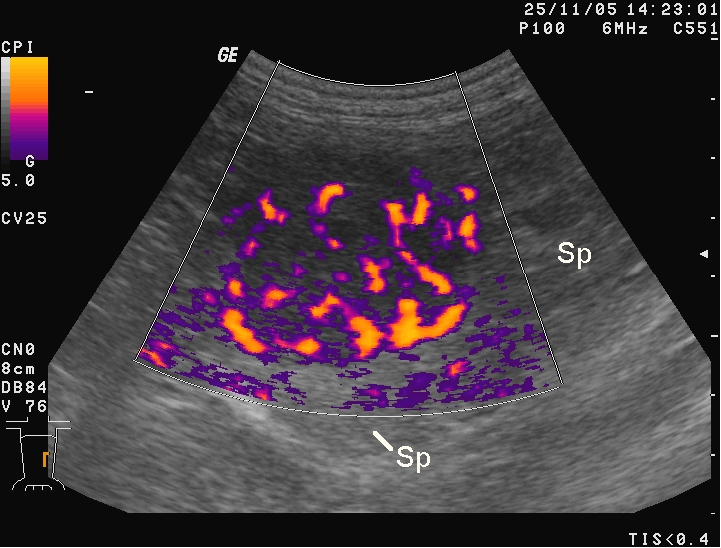
Енергетичний доплер, показує підвищену васкуляризацію метастазу у селезінці

Метастазування (грец. metástasis) — перенесення в організмі змінених клітин від наявного первинного вузла (метастазу або пухлини) з розвитком пухлини аналогічної гістологічної будови в іншій тканині або в іншому органі. Метастазування може відбуватись з рухом лімфи у першу чергу до регіонарних лімфатичних вузлів, метастазувати кровоносними судинами або мати локальне поширення в межах органу. Непорушені доброякісні пухлини, зазвичай, менш схильні до метастазування через повільний та осумкований ріст, хороше кровопостачання, тоді як злоякісні мають розлитий та швидкий ріст, швидко руйнуються, даючи вихід новим атиповим клітинам в навколишні тканини та кров.